# István Vincze (Mathematiker)
István Vincze (* 26. Februar 1912 in Szeged; † 18. April 1999) war ein ungarischer Mathematiker, der hauptsächlich auf dem Gebiet der Mathematischen Statistik arbeitete und lehrte.

## Leben
Vincze schloss 1935 sein Mathematik-Studium an der Universität Szeged ab und arbeitete danach bis 1945 bei einer ungarischen Versicherungsgesellschaft. Nach dem Zweiten Weltkrieg arbeitete er zunächst für das ungarische Bildungsministerium. Danach war er einer der Mitbegründer des Mathematischen Instituts der Ungarischen Akademie der Wissenschaften, dessen Direktor Alfréd Rényi wurde. Bis zu seiner Emeritierung im Jahr 1980 war er Leiter der Statistischen Abteilung. Außerdem hatte er eine Professur für Statistik an der Loránd-Eötvös-Universität in Budapest inne.

## Wissenschaftliche Arbeit
István Vincze arbeitete zunächst auf dem Gebiet der Geometrie, auf dem er mehrere Publikationen, unter anderen auch Gemeinschaftsarbeiten mit Paul Erdős, veröffentlichte. Später wandte er sich der Mathematischen Statistik zu, in der er Beiträge sowohl zur Theorie als auch zur Praxis leistete. Besondere Schwerpunkte seiner Arbeit waren die Parameterfreie Statistik, Empirische Verteilungsfunktionen, die Cramér-Rao-Ungleichung und die Informationstheorie.
Vincze war Mitherausgeber mehrerer mathematischer Fachzeitschriften.

## Schriften
István Vincze veröffentlichte über 100 Arbeiten in Fachzeitschriften und schrieb zehn Bücher.
- Károly Sarkadi, István Vincze: Studies in mathematical statistics. Theory and applications. Akadémiai Kiadó, Budapest 1968.
- Mathematische Statistik mit industriellen Anwendungen. Akadémiai Kiadó, Budapest 1971.
- On the Cramér–Fréchet–Rao Inequality in the Non-Regular Case. In: Contributions to Statistics. Jaroslav Hájek Memorial Volume. Academia, Prague, 1979, S. 253–262.
- George Csordas, Richard S. Varga, István Vincze: Jensen polynomials with applications to the Riemann ζ-function. In: Journal of Mathematical Analysis and Applications. Nr. 153, 1990, S. 112–135.
- Cramér-Rao type inequality and a problem of mixture of distributions. In: Tatra Mountains Mathematical Publications. Volume. 7, Nr. 1, 1996, S. 237–245.